# میرزا حسن‌لو
میرزا حسن‌لو، روستایی از توابع بخش مرکزی شهرستان بجنورد در استان خراسان شمالی ایران است.

## جمعیت
این روستا در دهستان آلاداغ قرار دارد و براساس سرشماری مرکز آمار ایران در سال ۱۳۸۵، جمعیت آن ۸۹ نفر (۲۰خانوار) بوده‌است.

## زبان
مردم این روستا کرد هستند و به زبان کردی تکلم می کنند.